# 三浦明喬
三浦 明喬（みうら あきたか）は、江戸時代中期の大名。三河刈谷藩の第2代藩主。美作勝山藩三浦家第4代。

## 生涯
元禄2年（1689年）10月13日、初代藩主三浦明敬の三男として生まれる。兄の重次が早世したため嫡子となり、元禄12年（1699年）9月15日、第5代将軍徳川綱吉に拝謁し、元禄16年（1703年）12月21日に従五位下・備後守に叙位・任官する。享保9年（1724年）2月15日、父の隠居により家督を継ぐが、父の後を追うように享保11年（1726年）4月6日に死去した。享年38。
実子は三男の明次を除いてほとんど早世した。明喬死去時は明次が幼少のため、弟の義理が養子となって跡を継いだ。